# ایوان شوپرینا
ایوان شوپرینا (کرواتی: Ivo Šuprina; ۱ اکتبر ۱۹۲۱ – ۱۳ ژوئیهٔ ۱۹۸۸) بازیکن فوتبال اهل کرواسی بود.
از باشگاه‌هایی که در آن بازی کرده‌است می‌توان به باشگاه فوتبال دینامو زاگرب، باشگاه فوتبال استراسبورگ، باشگاه فوتبال گراجانسکی زاگرب، باشگاه فوتبال المپیک لیون، و باشگاه فوتبال ناپولی اشاره کرد.
وی همچنین در تیم ملی فوتبال کرواسی بازی کرده‌است.